# パトリシア・チャーチランド

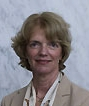
パトリシア・チャーチランド(2005年)

パトリシア・スミス・チャーチランド（英：Patricia Smith Churchland、1943年7月16日 - ）は、カナダ出身のアメリカの哲学者。神経哲学、心の哲学、科学哲学、医療倫理学、環境倫理学、神経倫理学などを専門としている。カリフォルニア大学サンディエゴ校哲学科教授。同校の教授ポール・チャーチランドは夫。

## 略歴

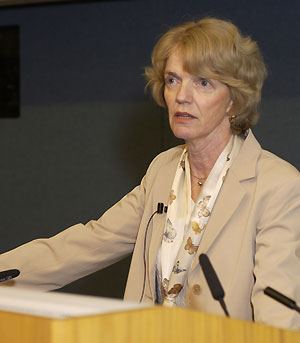
講演するパトリシア・チャーチランド(2005年)

1943年、カナダのブリティッシュコロンビア州、オリバーで生まれる。 1965年にカナダにあるブリティッシュコロンビア大学を卒業し（B.A. (hons.)）、1966年、アメリカのピッツバーグ大学の修士課程を修了（M.A.）。その後、イギリスに渡りオックスフォード大学に入学、1969年卒業（B. Phil.）
オックスフォード卒業後、カナダのマニトバ大学で1969年から助教授、1977年から同校の准教授。そして1982年からはアメリカのプリンストン高等研究所で一年間 客員研究員を務める。その後1983年から再びカナダのマニトバ大学に戻り教授。その一年後にはアメリカに再び舞い戻り、1984年からカリフォルニア大学サンディエゴ校の教授、以後現在に至る。1989年からはソーク研究所の非常勤教授を兼任。1999年からはカリフォルニア大学サンディエゴ校哲学科の学科長も務めている。

## 研究
パトリシアの関心は、神経科学と哲学との接点に集中している。哲学者達は心を理解するためには脳を理解しなければならないことをよく理解している、とパトリシアは言う。心の哲学においてパトリシアは、消去主義（消去主義的唯物論とも言う）と呼ばれる立場を取る。消去主義とは、信念、自由意志、意識といった心理学に登場する人びとに人気のある様々な概念に関して、そういったものは神秘的な何かによるものではなく、物質としての脳が持つ機能、または性質として科学的に解釈され直されなければならない、という主張をもった立場である。
彼女はまた自然主義者とも呼ばれる。それは彼女が心を理解するための最も適切な基礎は、科学的研究だと考えているためである。最近のパトリシアの仕事の一部は神経倫理学に充てられている。これは選択、責任、倫理的な規範といったものを脳の機能や脳の進化、そして脳と文化の相互作用といった観点から理解していこうとする試みである。

## 著作
- (1986) Neurophilosophy: Toward a Unified Science of the Mind-Brain. Cambridge, Massachusetts: The MIT Press. ISBN 0262530856
- (1992) The Computational Brain. Patricia S. Churchland and T. J. Sejnowski. Cambridge, Massachusetts: The MIT Press. ISBN 0262531208
- (1992) Neurophilosophy and Alzheimer's Disease. Edited by Y. Christen and Patricia S. Churchland. Berlin: Spinger-Verlag. ISBN 3540547797
- (1996) The Mind-Brain Continuum. Edited by R. R. Llinas and Patricia S. Churchland. The MIT Press.  ISBN 0262121980
- (1998) On the Contrary: Critical Essays 1987-1997. Paul M. Churchland and Patricia S. Churchland. Cambridge, Massachusetts: The MIT Press. ISBN 0262531658
- (2002) Brain-Wise: Studies in Neurophilosophy. Cambridge, Massachusetts: The MIT Press. ISBN 0262033011
  - 邦訳 (2005) 『ブレインワイズ―脳に映る哲学』 新樹会創造出版 ISBN 488158300X
- (2011) Braintrust: What Neuroscience Tells Us about Morality. Princeton University Press. ISBN 069113703X
  - 邦訳 (2013) 『脳がつくる倫理 科学と哲学から道徳の起源にせまる』信原幸弘・樫則章・植原亮 (訳), 化学同人 ISBN 9784759815559